# Datar (Sumbang)
Datar is een bestuurslaag in het regentschap Banyumas van de provincie Midden-Java, Indonesië. Datar telt 2425 inwoners (volkstelling 2010).